# I Want to Hold Your Hand
I Want To Hold Your Hand is een lied van de Engelse popgroep The Beatles. I Want To Hold Your Hand werd in 1963 uitgebracht als de vijfde single van The Beatles en bereikte in verschillende landen de eerste plaats in de hitlijsten. I Want To Hold Your Hand was de eerste single van The Beatles die de eerste plaats haalde in de Billboard Hot 100 in de Verenigde Staten en vormde daarmee de doorbraak van The Beatles in dat land. Het lied is geschreven door John Lennon en Paul McCartney en in oktober 1963 opgenomen in de Abbey Road Studios in Londen.

## Achtergrond en compositie
In 1963 verhuisde Paul McCartney naar het ouderlijk huis van zijn toenmalige vriendin Jane Asher aan 2 Upper Wimpole Street in Londen. In de kelder van dat huis gaf de moeder van Jane, Margaret Asher, muziekles. In de kelder stond ook een piano en aan die piano schreven Lennon en McCartney samen I Want To Hold Your Hand. Bij veel nummers van Lennon en McCartney had een van de muzikanten het idee voor het nummer en hielp de ander bij het aanvullen en perfectioneren ervan. Maar sommige nummers, zoals I Want To Hold Your Hand, werden echt gezamenlijk geschreven. Lennon zei hierover in 1980: 

We wrote a lot of stuff together, one on one, eyeball to eyeball. Like in 'I Want to Hold Your Hand,' I remember when we got the chord that made the song. We were in Jane Asher's house, downstairs in the cellar playing on the piano at the same time. And we had, 'Oh you-u-u... got that something...' And Paul hits this chord and I turn to him and say, 'That's it! Do that again!' In those days, we really used to absolutely write like that — both playing into each other's noses.
— John Lennon

## Opnamen
I Want To Hold Your Hand werd in één opnamesessie opgenomen op 17 oktober 1963 in de Abbey Road Studios. Dit was de eerste sessie waarbij The Beatles gebruikmaakten van een 4-sporenrecorder. I Want To Hold Your Hand werd in 17 takes opgenomen, waarbij de eerste take niet veel verschilde van de laatste. Die dag namen The Beatles ook de B-kant van de single, This Boy, op.
I Want to Hold Your Hand/ Komm, gib mir deine Hand was een van de twee liedjes (samen met She loves you/Sie liebt dich) die The Beatles in het Duits speelden.
Beide nummers werden door de Luxemburgse musicus Camillo Felgen vertaald in het Duits onder het pseudoniem van Jean Nicolas. Vaak staat er echter Felgen / Nicolas vermeld.

## Credits
- John Lennon - zang, gitaar
- Paul McCartney - zang, basgitaar
- George Harrison - leadgitaar
- Ringo Starr - drums

## Tracklist

### 7"-single
Electrola 006-04 752
1. I Want To Hold Your Hand
2. This Boy

Odeon O 22 623 [de]
1. I Want To Hold Your Hand
2. Roll Over Beethoven

## Hitnotering
| I want to hold your hand   | I want to hold your hand | I want to hold your hand | I want to hold your hand | I want to hold your hand | I want to hold your hand | I want to hold your hand | I want to hold your hand | I want to hold your hand | I want to hold your hand | I want to hold your hand | I want to hold your hand | I want to hold your hand | I want to hold your hand | I want to hold your hand | I want to hold your hand | I want to hold your hand | I want to hold your hand | I want to hold your hand | I want to hold your hand | I want to hold your hand | I want to hold your hand |
| Hitlijst                   | Datum van binnenkomst    | Week:                    | 1                        | 2                        | 3                        | 4                        | 5                        | 6                        | 7                        | 8                        | 9                        | 10                       | 11                       | 12                       | 13                       | 14                       | 15                       | 16                       | 17                       | 18                       |                          |
| -------------------------- | ------------------------ | ------------------------ | ------------------------ | ------------------------ | ------------------------ | ------------------------ | ------------------------ | ------------------------ | ------------------------ | ------------------------ | ------------------------ | ------------------------ | ------------------------ | ------------------------ | ------------------------ | ------------------------ | ------------------------ | ------------------------ | ------------------------ | ------------------------ | ------------------------ |
| Tijd voor Teenagers Top 10 | 4-1-1964                 | Positie:                 | 10                       | 7                        | 5                        | 3                        | 1                        | 1                        | 1                        | 1                        | 1                        | 1                        | 1                        | 2                        | 2                        | 2                        | 5                        | 5                        | 5                        | 9                        | uit                      |

### NPO Radio 2 Top 2000
| Nummer met noteringen in de NPO Radio 2 Top 2000 | '99 | '00  | '01  | '02  | '03  | '04  | '05  | '06  | '07  | '08  | '09  | '10  | '11  | '12  | '13  | '14  | '15  | '16  | '17  | '18  | '19  | '20  | '21  | '22  |
| ------------------------------------------------ | --- | ---- | ---- | ---- | ---- | ---- | ---- | ---- | ---- | ---- | ---- | ---- | ---- | ---- | ---- | ---- | ---- | ---- | ---- | ---- | ---- | ---- | ---- | ---- |
| I Want to Hold Your Hand                         | 964 | 1328 | 1702 | 1734 | 1426 | 1368 | 1445 | 1973 | 1252 | 1492 | 1659 | 1608 | 1522 | 1708 | 1397 | 1909 | 1943 | 1969 | 1703 | 1651 | 1562 | 1680 | 1998 | 1935 |

1. ↑  Een vetgedrukt getal geeft de hoogste notering aan.
2. ↑  Deze tabel is bijgewerkt tot en met de laatste editie (2024).